# جيش تحرير روسيا الصغرى
جيش تحرير روسيا الصغرى (الروسية: Малоросская освободительная армия) (MOA)، (بالأوكرانية: Малороська визвольна армія) هي وحدة عسكرية أسستها روسيا من العسكريين الأوكران المنشقين عقب الغزو الروسي لأوكرانيا 2022. يهدف جيش تحرير روسيا الصغرى إلى إقامة دولة مستقلة في منطقة روسيا الصغرى التاريخية.